# Dodatek pielęgnacyjny
Dodatek pielęgnacyjny – świadczenie wypłacane przez ZUS jako dodatek do emerytury lub renty (a więc dla osoby uprawnionej do emerytury/renty), jako pomoc ze strony państwa dla beneficjenta świadczenia w przynajmniej częściowym pokryciu kosztów wynikających z jego niezdolności bądź ograniczonej zdolności do samodzielnego funkcjonowania. W czerwcu 2023 wysokość tego świadczenia wynosiła 294,39 zł miesięcznie.
Dodatek pielęgnacyjny przysługuje:
- osobie uprawnionej do renty/emerytury, jeśli została ona uznana za całkowicie niezdolną do pracy oraz samodzielnej egzystencji[2],
- osobie, która ukończyła 75. rok życia[2].

W przypadku pierwszej grupy osób w celu uzyskania powyższego dodatku należy złożyć odpowiedni wniosek do ZUS-u wraz z orzeczeniem lekarskim o niezdolności do pracy. W przypadku drugiej grupy świadczenie przyznawane jest z urzędu.
Dodatek pielęgnacyjny nie może zostać przydzielony osobie umieszczonej w instytucji zapewniającej nieodpłatnie całodobowe utrzymanie (chyba że przebywa tam krócej niż 2 tygodnie miesięcznie). Ponadto osobie, która otrzymuje dodatek pielęgnacyjny, nie może zostać przydzielony zasiłek pielęgnacyjny.